# 77e cérémonie des Golden Globes
La 77e cérémonie des Golden Globes, organisée par la Hollywood Foreign Press Association, se tient le 5 janvier 2020 et récompense les films et séries télévisées américains diffusés en 2019, ainsi que les professionnels s'étant distingués durant cette année.
L'acteur et humoriste britannique Ricky Gervais est l'hôte de la cérémonie pour la cinquième fois, succédant ainsi à Andy Samberg et Sandra Oh qui animent la cérémonie précédente.
Les nominations sont annoncées le 9 décembre 2019 au Beverly Hilton par Tim Allen, Dakota Fanning et Susan Kelechi Watson. Le Cecil B. DeMille Award est attribué à Tom Hanks pour récompenser l'ensemble de sa carrière.

## Présentateurs et intervenants

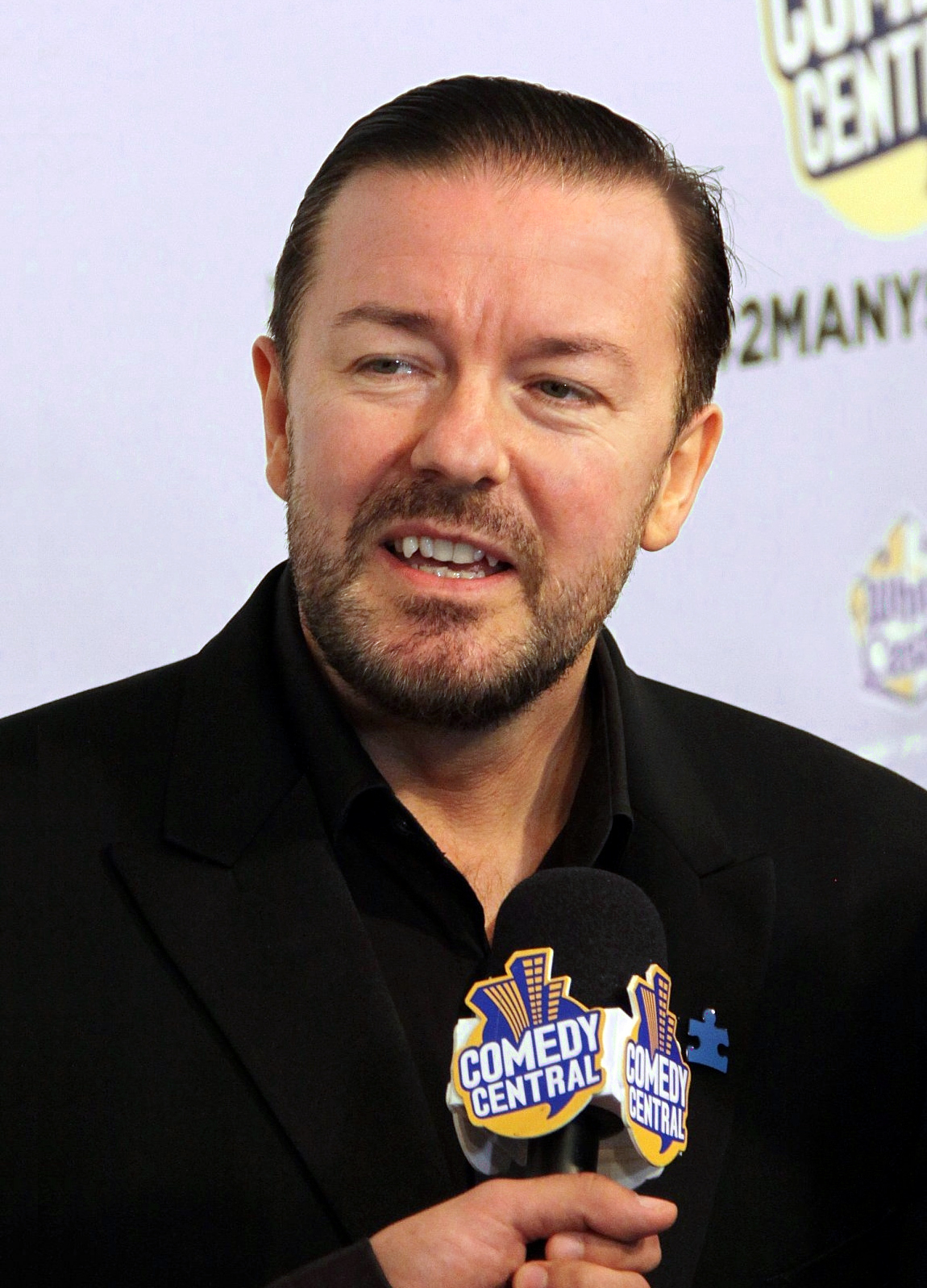
Ricky Gervais, présentateur de la cérémonie.

- Ricky Gervais, maître de cérémonie

Les personnalités suivantes ont remis des prix lors de la cérémonie :
- Jennifer Aniston et Reese Witherspoon présentent le Meilleur acteur dans une série comique et le Meilleur acteur dans une mini-série ou un téléfilm
- Annette Bening présente le film 1917
- Elton John et Bernie Taupin présentent le film Rocketman
- Matt Bomer et Sofía Vergara présentent le Meilleur acteur dans un second rôle dans une série, une mini-série ou un téléfilm et la Meilleure série dramatique
- Harvey Keitel présente le film The Irishman
- Ted Danson et Kerry Washington présentent la Meilleure actrice dans une série comique
- Kit Harington et Sienna Miller présentent le Meilleur film étranger
- Kate McKinnon présente le Carol Burnett Award
- Daniel Craig et Ana de Armas présentent le film À couteaux tirés
- Tim Allen et Lauren Graham présentent le Meilleur acteur dans une série dramatique
- Ewan McGregor et Margot Robbie présentent le Meilleur scénario
- Amy Poehler et Taylor Swift présentent le Meilleur film d'animation
- Leonardo DiCaprio et Brad Pitt présentent le film Once Upon a Time… in Hollywood
- Gwyneth Paltrow présente la Meilleure actrice dans un second rôle
- Priyanka Chopra et Nick Jonas présentent la Meilleure série comique
- Ansel Elgort et Dakota Fanning présentent la Meilleure chanson
- Sacha Baron Cohen présente le film Jojo Rabbit
- Zoë Kravitz et Jason Momoa présentent la Meilleure actrice dans un second rôle dans une série, une mini-série ou un téléfilm et la Meilleure actrice dans une série dramatique
- Charlize Theron présente le Cecil B. DeMille Award
- Antonio Banderas et Helen Mirren présentent le Meilleur réalisateur
- Cate Blanchett présente le film Joker
- Tiffany Haddish et Salma Hayek présentent la Meilleure actrice dans une mini-série ou un téléfilm et la Meilleure mini-série ou téléfilm
- Da'Vine Joy Randolph et Wesley Snipes présentent le film Dolemite Is My Name
- Jennifer Lopez et Paul Rudd présentent la Meilleure musique de film et le Meilleur acteur dans un second rôle
- Chris Evans et Scarlett Johansson présentent le Meilleur acteur dans un film musical ou comique et la Meilleure actrice dans un film musical ou comique
- Jason Bateman et Naomi Watts présentent le film Marriage Story
- Rachel Weisz présente le film Les Deux Papes
- Pierce Brosnan et Will Ferrell présentent le Meilleur film musical ou comique
- Glenn Close présente le Meilleur acteur dans un film dramatique
- Rami Malek présente la Meilleure actrice dans un film dramatique
- Sandra Bullock présente le Meilleur film dramatique

## Palmarès

### Cinéma

#### Meilleur film dramatique
- 1917
  - Les Deux Papes (The Two Popes)
  - The Irishman
  - Joker
  - Marriage Story

#### Meilleur film musical ou comédie
- Once Upon a Time… in Hollywood
  - À couteaux tirés (Knives Out)
  - Dolemite Is My Name
  - Jojo Rabbit
  - Rocketman

#### Meilleur réalisateur
- Sam Mendes pour 1917
  - Bong Joon-ho pour Parasite (기생충)
  - Todd Phillips pour Joker
  - Martin Scorsese pour The Irishman
  - Quentin Tarantino pour Once Upon a Time… in Hollywood

#### Meilleur acteur dans un film dramatique
- Joaquin Phoenix pour le rôle d'Arthur Fleck / Le Joker dans Joker
  - Christian Bale pour le rôle de Ken Miles dans Le Mans 66 (Ford v. Ferrari)
  - Antonio Banderas pour le rôle de Salvador Mallo dans Douleur et Gloire (Dolor Y Gloria)
  - Adam Driver pour le rôle de Charlie Barber dans Marriage Story
  - Jonathan Pryce pour le rôle du cardinal Jorge Mario Bergoglio dans Les Deux Papes

#### Meilleure actrice dans un film dramatique
- Renée Zellweger pour le rôle de Judy Garland dans Judy
  - Cynthia Erivo pour le rôle de Harriet Tubman dans Harriet
  - Scarlett Johansson pour le rôle de Nicole Barber dans Marriage Story
  - Saoirse Ronan pour le rôle de Joséphine « Jo » March dans Les Filles du docteur March (Little Women)
  - Charlize Theron pour le rôle de Megyn Kelly dans Scandale (Bombshell)

#### Meilleur acteur dans un film musical ou une comédie
- Taron Egerton pour le rôle d'Elton John dans Rocketman
  - Daniel Craig pour le rôle de Benoît Blanc dans À couteaux tirés
  - Roman Griffin Davis pour le rôle de Jojo « Rabbit » Betzler dans Jojo Rabbit
  - Leonardo DiCaprio pour le rôle de Rick Dalton dans Once Upon a Time… in Hollywood
  - Eddie Murphy pour le rôle de Rudy Ray Moore dans Dolemite Is My Name

#### Meilleure actrice dans un film musical ou une comédie
- Awkwafina pour le rôle de Billi Wang dans L'Adieu
  - Ana de Armas pour le rôle de Marta Cabrera dans À couteaux tirés
  - Cate Blanchett pour le rôle de Bernadette Fox dans Bernadette a disparu (Where'd You Go, Bernadette)
  - Beanie Feldstein pour le rôle de Molly Davidson dans Booksmart
  - Emma Thompson pour le rôle de Katherine Newbury dans Late Night

#### Meilleur acteur dans un second rôle
- Brad Pitt pour le rôle de Cliff Booth dans Once Upon a Time… in Hollywood
  - Tom Hanks pour le rôle de Fred Rogers dans L'Extraordinaire Mr. Rogers (A Beautiful Day in the Neighborhood)
  - Anthony Hopkins pour le rôle du pape Benoît XVI dans Les Deux Papes
  - Al Pacino pour le rôle de James Riddle « Jimmy » Hoffa dans The Irishman
  - Joe Pesci pour le rôle de Russell Bufalino dans The Irishman

#### Meilleure actrice dans un second rôle
- Laura Dern pour le rôle de Nora Fanshaw dans Marriage Story
  - Kathy Bates pour le rôle de Bobi Jewell dans Le Cas Richard Jewell (Richard Jewell)
  - Annette Bening pour le rôle de Dianne Feinstein dans The Report
  - Jennifer Lopez pour le rôle de Ramona Vega dans Queens (Hustlers)
  - Margot Robbie pour le rôle de Kayla Pospisil dans Scandale

#### Meilleur scénario
- Once Upon a Time… in Hollywood - Quentin Tarantino
  - Les Deux Papes - Anthony McCarten
  - The Irishman - Steven Zaillian
  - Marriage Story - Noah Baumbach
  - Parasite - Bong Joon-ho

#### Meilleure chanson originale
- (I'm Gonna) Love Me Again dans Rocketman - Elton John et Bernie Taupin
  - Beautiful Ghosts dans Cats - Taylor Swift et Andrew Lloyd Webber
  - Into the Unknown dans La Reine des neiges 2 (Frozen II) - Kristen Anderson-Lopez et Robert Lopez
  - Spirit dans Le Roi Lion (The Lion King) - Beyoncé, Ilya Salmandazeh et Labrinth
  - Stand Up dans Harriet - Cynthia Erivo et Joshuah Brian Campbell

#### Meilleure musique de film
- Joker - Hildur Guðnadóttir
  - 1917 - Thomas Newman
  - Brooklyn Affairs (Motherless Brooklyn) - Daniel Pemberton
  - Les Filles du docteur March - Alexandre Desplat
  - Marriage Story - Randy Newman

#### Meilleur film en langue étrangère
- Parasite de Bong Joon-ho -  Corée du Sud (en coréen)
  - L'Adieu (The Farewell) de Lulu Wang -  Chine  États-Unis (en anglais, mandarin, japonais et italien)
  - Douleur et Gloire de Pedro Almodóvar -  Espagne (en espagnol)
  - Les Misérables de Ladj Ly -  France (en français)
  - Portrait de la jeune fille en feu de Céline Sciamma -  France (en français)

#### Meilleur film d'animation
- Monsieur Link (Missing Link)
  - Dragons 3 : Le Monde caché (How To Train Your Dragon: The Hidden World)
  - La Reine des neiges 2
  - Le Roi lion
  - Toy Story 4

### Télévision

#### Meilleure série dramatique
- Succession
  - Big Little Lies
  - The Crown
  - Killing Eve
  - The Morning Show

#### Meilleure série musicale ou comique
- Fleabag
  - Barry
  - La Méthode Kominsky (The Kominsky Method)
  - Mme Maisel, femme fabuleuse (The Marvelous Mrs. Maisel)
  - The Politician

#### Meilleure mini-série ou meilleur téléfilm
- Chernobyl
  - Catch-22
  - Fosse/Verdon
  - The Loudest Voice
  - Unbelievable

#### Meilleur acteur dans une série dramatique
- Brian Cox pour le rôle de Logan Roy dans Succession
  - Kit Harington pour le rôle de Jon Snow dans Game of Thrones
  - Rami Malek pour le rôle d'Elliot Alderson dans Mr. Robot
  - Tobias Menzies pour le rôle de Philip Mountbatten dans The Crown
  - Billy Porter pour le rôle de Pray Tell dans Pose

#### Meilleure actrice dans une série dramatique
- Olivia Colman pour le rôle de la reine Élisabeth II dans The Crown
  - Jennifer Aniston pour le rôle d'Alex Levy dans The Morning Show
  - Jodie Comer pour le rôle de Villanelle / Oksana Astankova dans Killing Eve
  - Nicole Kidman pour le rôle de Céleste Wright dans Big Little Lies
  - Reese Witherspoon pour le rôle de Bradley Jackson dans The Morning Show

#### Meilleur acteur dans une série musicale ou comique
- Ramy Youssef pour le rôle de Ramy Hassan dans Ramy
  - Michael Douglas pour le rôle de Sandy Kominsky dans La Méthode Kominsky (The Kominsky Method)
  - Bill Hader pour le rôle de Barry Berkman / Barry Block dans Barry
  - Ben Platt pour le rôle de Payton Hobart dans The Politician
  - Paul Rudd pour le rôle de Miles Elliot dans Living with Yourself

#### Meilleure actrice dans une série musicale ou comique
- Phoebe Waller-Bridge pour le rôle de Fleabag dans Fleabag
  - Christina Applegate pour le rôle de Jen Harding dans Dead to Me
  - Rachel Brosnahan pour le rôle de Miriam Maisel dans Mme Maisel, femme fabuleuse (The Marvelous Mrs. Maisel)
  - Kirsten Dunst pour le rôle de Krystal Stubbs dans On Becoming a God in Central Florida
  - Natasha Lyonne pour le rôle de Nadia Vulvokov dans Poupée russe (Russian Doll)

#### Meilleur acteur dans une mini-série ou un téléfilm
- Russell Crowe pour le rôle de Roger Ailes dans The Loudest Voice
  - Christopher Abbott pour le rôle de John Yossarian dans Catch-22
  - Sacha Baron Cohen pour le rôle de Eli Cohen / Kamel Amin Thaabet dans The Spy
  - Jared Harris pour le rôle de Valeri Legassov dans Chernobyl
  - Sam Rockwell pour le rôle de Bob Fosse dans Fosse/Verdon

#### Meilleure actrice dans une mini-série ou un téléfilm
- Michelle Williams pour le rôle de Gwen Verdon dans Fosse/Verdon
  - Kaitlyn Dever pour le rôle de Marie Adler dans Unbelievable
  - Joey King pour le rôle de Gypsy Blanchard dans The Act
  - Helen Mirren pour le rôle de Catherine II dans Catherine the Great
  - Merritt Wever pour le rôle de Karen Duvall dans Unbelievable

#### Meilleur acteur dans un second rôle dans une série, une mini-série ou un téléfilm
- Stellan Skarsgård pour le rôle de Boris Chtcherbina dans Chernobyl
  - Alan Arkin pour le rôle de Norman Newlander dans La Méthode Kominsky (The Kominsky Method)
  - Kieran Culkin pour le rôle de Roman Roy dans Succession
  - Andrew Scott pour le rôle du Prêtre dans Fleabag
  - Henry Winkler pour le rôle de Gene Cousineau dans Barry

#### Meilleure actrice dans un second rôle dans une série, une mini-série ou un téléfilm
- Patricia Arquette pour le rôle de Dee Dee Blanchard dans The Act
  - Helena Bonham Carter pour le rôle de la princesse Margaret dans The Crown
  - Toni Collette pour le rôle de Grace Rasmussen dans Unbelievable
  - Meryl Streep pour le rôle de Mary Louise Wright dans Big Little Lies
  - Emily Watson pour le rôle d'Ulana Khomyuk dans Chernobyl

### Récompenses spéciales

#### Cecil B. DeMille Award
- Tom Hanks

#### Carol Burnett Award
- Ellen DeGeneres

#### Golden Globe Ambassador
- Dylan Brosnan et Paris Brosnan[4]

## Statistiques

### Nominations multiples

#### Cinéma
- 6 : Marriage Story
- 5 : The Irishman et Once Upon a Time… in Hollywood
- 4 : Les Deux Papes et Joker
- 3 : 1917, À couteaux tirés, Parasite et Rocketman
- 2 : L'Adieu, Dolemite Is My Name, Douleur et Gloire, Les Filles du docteur March, Harriet, Jojo Rabbit, La Reine des neiges 2, Le Roi Lion et Scandale

#### Télévision
- 4 : Chernobyl, The Crown et Unbelievable
- 3 : Barry, Big Little Lies, Fleabag, Fosse/Verdon, La Méthode Kominsky, The Morning Show et Succession
- 2 : The Act, Catch-22, Killing Eve, The Loudest Voice, Mme Maisel, femme fabuleuse et The Politician

### Récompenses multiples

#### Cinéma
- 3 : Once Upon a Time… in Hollywood
- 2 : 1917, Joker et Rocketman

#### Télévision
- 2 : Succession, Fleabag et Chernobyl